# Fienvillers
Fienvillers település Franciaországban, Somme megyében. Lakosainak száma 667 fő (2022. január 1.). Fienvillers Autheux, Bernaville, Candas, Gorges, Hem-Hardinval, Longuevillette és Fieffes-Montrelet községekkel határos.

## Népesség
A település népességének változása:
| Lakosok száma | 677  | 675  | 692  | 686  | 686  | 684  | 678  | 673  | 667  |
|               | 2013 | 2015 | 2016 | 2017 | 2018 | 2019 | 2020 | 2021 | 2022 |